# Universidad Kwame Nkrumah de Ciencia y Tecnología
La Universidad Kwame Nkrumah de Ciencia y Tecnología (en inglés: Kwame Nkrumah University of Science and Technology) es una universidad situada en Kumasi, Ashanti en el país africano de Ghana. Se trata de una universidad pública fundada en 1952. La universidad tiene sus raíces en los planes de Asantehene Agyeman Prempeh I para establecer una universidad en Kumasi, como parte de su impulso hacia la modernización de su reino. Por desgracia, este plan nunca se materializó debido al choque entre la expansión colonial británica y el deseo del rey Prempeh I de preservar la independencia de su reino.
Así, en 1949, el sueño de Prempeh se convirtió en realidad cuando las obras de construcción comenzaron en lo que sería conocido como el Colegio de Tecnología de Kumasi, solo hasta 1961 adoptaría su nombre actual.